# 林國正
林國正（1966年11月26日—），中國國民黨籍高雄市政治人物，臺中市人，曾任立法委員、高雄區漁會總幹事、高雄市議會議員，曾任中國國民黨副秘書長，現任中華民國農訓協會秘書長。

## 黨職
- 2008年總統大選馬、蕭全國競選總部發言人
- 國民黨青年團副總團長
- 國民黨高雄市議會黨團書記長
- 現任國民黨中央委員會副秘書長

## 選舉紀錄
| 年度 | 選舉屆數             | 選舉區           | 所屬政黨   | 得票數 | 得票率 | 當選標記 | 備註         |
| ---- | -------------------- | ---------------- | ---------- | ------ | ------ | -------- | ------------ |
| 2006 | 第七屆高雄市議員選舉 | 高雄市第五選舉區 | 中國國民黨 | 20,017 | 11.59% |          | 選區第一高票 |
| 2008 | 第七屆立法委員選舉   | 高雄市第五選舉區 | 中國國民黨 | 62,480 | 46.02% |          |              |
| 2010 | 第一屆高雄市議員選舉 | 高雄市第十選舉區 | 中國國民黨 | 21,074 | 10.76% |          |              |
| 2012 | 第八屆立法委員選舉   | 高雄市第九選舉區 | 中國國民黨 | 70,600 | 38.43% |          |              |
| 2016 | 第九屆立法委員選舉   | 高雄市第九選舉區 | 中國國民黨 | 57,346 | 34.44% |          |              |

## 外部連結
- 立法院林國正資料 （页面存档备份，存于）
- 林國正Facebook